# Liste der Bodendenkmäler in Volkenschwand
Auf dieser Seite sind die Bodendenkmäler in der niederbayerischen Gemeinde Volkenschwand zusammengestellt. Diese Tabelle ist eine Teilliste der Liste der Bodendenkmäler in Bayern. Grundlage ist die Bayerische Denkmalliste, die auf Basis des Bayerischen Denkmalschutzgesetzes vom 1. Oktober 1973 erstmals erstellt wurde und seither durch das Bayerische Landesamt für Denkmalpflege geführt wird. Die folgenden Angaben ersetzen nicht die rechtsverbindliche Auskunft der Denkmalschutzbehörde.

## Bodendenkmäler in Volkenschwand
| Lage                     | Objekt | Akten-Nr.     | Bild |
| ------------------------ | --- | ------------- | ---- |
| Rudelzhausen (Standort)  | Grabhügel vorgeschichtlicher Zeitstellung. | D-1-7436-0012 |      |
| Volkenschwand (Standort) | Grabhügel vorgeschichtlicher Zeitstellung. | D-2-7336-0050 |      |
| Volkenschwand (Standort) | Untertägige mittelalterliche und frühneuzeitliche Befunde im Bereich der katholischen Pfarrkirche Hl. Kreuz und Schmerzhafte Muttergottes in Großgundertshausen, darunter die Spuren von Vorgängerbauten bzw. älteren Bauphasen.                | D-2-7336-0139 |      |
| Attenhofen (Standort)    | Grabhügel vorgeschichtlicher Zeitstellung. | D-2-7337-0001 |      |
| Volkenschwand (Standort) | Verebnete Grabhügel vorgeschichtlicher Zeitstellung. | D-2-7337-0009 |      |
| Volkenschwand (Standort) | Weitgehend verebnete und überbaute mittelalterliche Niederungsburg mit zugehöriger Ökonomie in Leibersdorf. | D-2-7337-0011 |      |
| Volkenschwand (Standort) | Verebnete Grabhügel vorgeschichtlicher Zeitstellung. | D-2-7337-0012 |      |
| Volkenschwand (Standort) | Siedlung vor- und frühgeschichtlicher Zeitstellung. | D-2-7337-0013 |      |
| Volkenschwand (Standort) | Siedlung vor- und frühgeschichtlicher Zeitstellung. | D-2-7337-0014 |      |
| Volkenschwand (Standort) | Frühmittelalterliche Abschnittsbefestigung. | D-2-7337-0015 |      |
| Volkenschwand (Standort) | Verebnetes Grabenwerk vor- und frühgeschichtlicher Zeitstellung. | D-2-7337-0062 |      |
| Volkenschwand (Standort) | Verebnetes Grabenwerk bzw. verebneter Kreisgraben vor- und frühgeschichtlicher Zeitstellung. | D-2-7337-0063 |      |
| Volkenschwand (Standort) | Burgstall des Mittelalters. | D-2-7337-0064 |      |
| Volkenschwand (Standort) | Siedlung vor- und frühgeschichtlicher Zeitstellung. | D-2-7337-0065 |      |
| Volkenschwand (Standort) | Untertägige mittelalterliche und frühneuzeitliche Befunde im Bereich der katholischen Kirche St. Johannes Evangelist und Baptist in Herrenau, darunter die Spuren von Vorgängerbauten bzw. älteren Bauphasen.                                   | D-2-7337-0145 |      |
| Volkenschwand (Standort) | Untertägige mittelalterliche und frühneuzeitliche Befunde im Bereich der katholischen Kirche St. Jakobus d. Ältere in Leibersdorf, darunter die Spuren von Vorgängerbauten bzw. älteren Bauphasen.                                              | D-2-7337-0149 |      |
| Volkenschwand (Standort) | Untertägige mittelalterliche und frühneuzeitliche Befunde im Bereich der abgegangenen Einöde Niederhof. | D-2-7337-0155 |      |
| Volkenschwand (Standort) | Untertägige mittelalterliche und frühneuzeitliche Befunde im Bereich der katholischen Pfarrkirche St. Ägidius in Volkenschwand, darunter die Spuren von Vorgängerbauten bzw. älteren Bauphasen sowie der aufgelassene historische Ortsfriedhof. | D-2-7337-0159 |      |